# Николај Кавасила
Николај Кавасила (грч. Νικόλαος Καβάσιλας) (1322/3 - 1397/8) је био византијски теолог и мистик.
Николај Кавасила је био пријатељ византијског цара Јована VI Кантакузина задужен за мисију (постао је монах после абдикације, 1354). Био је синовац Нила Кавасиле († 1363) који је на престолу солунском наследио Григорија Паламу (1350-1359). После абдикације цара, Кавасила се посвећује богословском писању. Био је под утицајем исихастичке духовности и полемике са латинским теолозима или „латинофилима“ (међу којима и са Димитријом Кидонисом). Најважнија су му дела: Тумачење Литургије и Живот у Христу, односно о искуству у Светотајинском животу посредством трију Тајни: крштења, миропомазања и Евхаристије. Такође пише књигу против Никифора Грегоре, Паламиног противника и објављује Исхођење Светога Духа Нила Кавасиле.
Кавасила је заслужан што поново, у контексту паламовске доктрине, у први план ставља христоцентрични карактер Тајни, Светотајински извор духовности, средишњу важност Литургије у црквеном животу. Он је за Светотајинску христоцентричну теологију, будући да обожено Христово тело које се даје на Причешћу остаје извор благодати. Ако икономија објективног Спасења има Тројични карактер, икономија субјективног спасења има синергијски карактер - дакле, ни пелагијанство, ни августинство, ни теологија заслуга, него синергија између Христовог присуства у Тајнама и лична слобода верујућега.